# ديميتار كوتروفسكي
ديميتار كوتروفسكي (بالبلغارية: Димитър Кутровски)‏ مواليد 27 أغسطس 1987 في صوفيا، هو لاعب كرة مضرب بلغاري سابق بدأ مسيرته كمحترف سنة 2005 وكان يلعب باليد اليمنى، اعتزل اللعب في يناير 2016. أعلى تصنيف له في الفردي كان المركز الـ 293 في سنة 2015. أعلى تصنيف له في الزوجي كان المركز الـ 234 في سنة 2015.

## روابط خارجية
- ديميتار كوتروفسكي على موقع رابطة محترفي التنس (الإنجليزية)
- ديميتار كوتروفسكي على موقع الاتحاد الدولي لكرة المضرب (الإنجليزية)
- ديميتار كوتروفسكي على موقع كأس ديفيز (الإنجليزية)
- ديميتار كوتروفسكي على موقع خلاصة التنس.كوم (الإنجليزية)
- ديميتار كوتروفسكي على موقع إي إس بي إن.كوم (الإنجليزية)